# Bjarne Adrian
Bjarne Adrian (født 23. november 1948) er en dansk skuespiller.
Adrian er uddannet fra Skuespillerskolen ved Odense Teater i 1975 og blev efterfølgende tilknyttet bl.a. Aalborg Teater, Bellevue Teatret og Amagerscenen, ligesom han har haft flere roller i film og på tv.

## Filmografi
- Olsen-banden deruda' (1977)
- Olsen-banden går i krig (1978)
- Firmaskovturen (1978)
- Olsen-bandens flugt over plankeværket (1981)
- Midt om natten (1984)

### Tv-serier
- En by i Provinsen (1977-1980)
- En stor familie (1982-1983)
- Hvide løgne (1998-2001)